# 相應 (佛教)
相應，佛教術語，意思為結合在一起，同一個時間時同時生起。這個術語常用於心與心所，以及心所與煩惱間的關係。
此外，相應也是一種文類，將相同一樣主題的散文收集聚集在一起，編輯成書冊，稱為相應。如巴利聖典中，有《相應部》，在《雜阿含經》中有〈比丘相應〉、〈諸天相應〉等等。

## 字源
相應是一個由過去分詞形成的名詞，其字根來自於巴利文動詞，意為繫結、結合。瑜伽（yoga）與英語：皆來自相同字根，它最早是軛的意思。再加上接頭詞，意為共同、一起。字面意思上，是結合在一處，共同出現之意。
相應跟結的構詞與字根都很相似，也有束縛、繫結、綁住的意思在。
譬如拿繩子綁住東西 使那個被綁的東西不會掉出來